# 高遠頼宗
高遠 頼宗（たかとお よりむね、? - 天文11年（1542年）9月）は、戦国時代の武将。高遠満継の子で、高遠城主・高遠頼継の弟。蓮峰軒と号。
天文11年（1542年）、高遠頼継は甲斐国の武田晴信（信玄）と同盟して、諏訪本家の諏訪頼重を攻め、同年7月5日に頼重・頼高は甲斐国・甲府へ連行され、7月21日に頼重・頼高は自害した。『神使御頭之日記』によれば、同年9月10日に兄・頼継はその跡を継ごうとして挙兵し、諏訪西方衆らを結集し、諏訪郡を制圧した。これに対し、武田氏は頼重の遺児である千代宮丸を擁立して諏訪郡へ侵攻し、諏訪一族を迎合した。
同年9月25日、両軍は宮川橋で衝突し（安国寺の合戦）、頼継方は敗北する。頼継は高遠へ逃れるが、この戦いにおいて頼宗は討死した。

## 高遠頼宗を演じた人物
- 木津誠之-大河ドラマ「風林火山」